# 단일쟁점정치
단일쟁점정치(單ᅳ爭點政治, 영어: single-issue politics)는 하나의 특정한 정책이나 주장에 초점을 맞춘 정치 운동이나 세력을 말한다. 그러한 정치를 표방하는 정당을 단일쟁점정당(單ᅳ爭點政黨, single-issue party)라고 한다.

## 같이 보기
- 포퓰리즘
- 빅 텐트
- 정체성 정치